# شهرآورد ابدی (رومانی)
شهرآورد ابدی (رومانیایی: Eternul Derbi) (انگلیسی: Eternal Derby) که همچنین شهرآورد رومانیایی (رومانیایی: Derbiul României) (انگلیسی: The Romanian Derby) و شهرآورد بزرگ (رومانیایی: Marele Derbi) (انگلیسی: Great Derby) نامیده می‌شود، مسابقهٔ فوتبال بین دو رقیب سرسخت استوا بخارست و دینامو بخارست می‌باشد.
دو تیم استوا بخارست و دینامو بخارست بزرگترین و محبوب‌ترین باشگاه‌های رومانی محسوب می‌شوند.
این دو تیم اولین بار در تاریخ ۲۱ نوامبر ۱۹۴۸ با یک‌دیگر روبه‌رو شده‌اند که در آن دیدار تیم دینامو بخارست با نتیجهٔ یک بر صفر تیم استوا بخارست را شکست داد.
در آخرین بازی این دو تیم در تاریخ ۲۰ اکتبر ۲۰۲۴ را استوا بخارست ۱-۰ از دینامو بخارست برد.